# Oligoschema
Oligoschema is een vliegengeslacht uit de familie van de roofvliegen (Asilidae).

## Soorten
- O. contorta (Walker, 1857)
- O. nuda Becker, 1925